# Robert Doutrebente
Robert Doutrebente (ur. 1 grudnia 1893 w Blois, zm. 4 czerwca 1979 w Tours) – francuski kierowca wyścigowy.

## Kariera
W swojej karierze wyścigowej Doutrebente poświęcił się startom w wyścigach samochodów sportowych. W 1925 roku Francuz odniósł zwycięstwo w klasie 1.5 24-godzinnego wyścigu Le Mans, a w klasyfikacji generalnej uplasował się na ósmej pozycji.